# Ulrike Schaede
Ulrike Schaede est professeure d'affaires japonaises à la Graduate School of International Relations and Pacific Studies (en) de l'université de Californie à San Diego. Elle est spécialisée dans l'organisation des entreprises, de la stratégie et de la gestion japonaises, y compris l'économie politique du Japon, l'antitrust, le système financier et la gouvernance d'entreprise.

## Cursus
Schaede a obtenu son doctorat en études et économie japonaises de l'université de Marbourg en Allemagne, en 1989, et un M.A. en études japonaises (1987) ainsi qu'un diplôme de traductrice en japonais (1985) de l'université de Bonn, Allemagne. Schaede est trilingue (allemand, anglais et japonais). Elle a vécu au Japon pendant un total de plus de six ans, a occupé un poste à l'Institut de recherche économique de l'université Hitotsubashi à Tokyo, et a été chercheuse invitée au sein des instituts de recherche de la banque du Japon, du ministère japonais des Finances et du METI, Ministère japonais de l'Économie, du Commerce et de l'Industrie.

## Ouvrages
- Choose and Focus: Japan’s Business Strategies for the 21st Century, Cornell University Press, 2008.
- Japan’s Managed Globalization: Adapting to the 21st Century, coédité avec William W. Grimes, 2003.
- Cooperative Capitalism: Self-Regulation, Trade Associations, and the Antimonopoly Law in Japan, Oxford University Press 2000.
- Der neue japanische Kapitalmarkt - Finanzfutures in Japan (The New Japanese Capital Market - Financial Futures in Japan), 1990 (en allemand).
- Geldpolitik in Japan 1950-1985 (Monetary Policy in Japan 1950-1985), 1989 (en allemand).